# Deba (rzeka)
Deba – rzeka w Hiszpanii, w prowincji Kraj Basków. Długość rzeki to 58 km, powierzchnia dorzecza to 518 km². Uchodzi do Zatoki Biskajskiej.